# Chamaecrista portoricensis
Chamaecrista portoricensis là một loài thực vật có hoa trong họ Đậu. Loài này được (Urb.) O.F.Cook & G.N.Collins miêu tả khoa học đầu tiên.